# 233 до н. е.

## Події

### Стародавній Китай
- Битва при Фей між військами царств Чжао і Цінь

## Народились
- Гней Корнелій Долабелла (священний цар)

## Померли
- Деідамія Епірська